# (19005) Teckman
(19005) Teckman est un astéroïde de la ceinture principale d'astéroïdes.

## Description
(19005) Teckman est un astéroïde de la ceinture principale d'astéroïdes. Il fut découvert le 1er septembre 2000 à Socorro (Nouveau-Mexique) par LINEAR. Il présente une orbite caractérisée par un demi-grand axe de 2,86 UA, une excentricité de 0,05 et une inclinaison de 1,2° par rapport à l'écliptique.

## Compléments